# Conomi
conomi（このみ）は、宮城県を中心に活動するローカルアイドルである。アクターズインターナショナル・仙台所属、レーベルはリアライズレコード。

## 概要
2005年夏に5人組のユニットとして結成された。2006年7月7日の七夕の日にデビューシングル「CATCH A SHOOTING STAR」をリリース。同曲は2006年の仙台七夕とタイアップし、星の宵まつり応援ソングとなり、着うたなどでも配信された。地元ラジオにレギュラー番組を持っていた他、地元・東北各地、首都圏でのイベント出演やテレビの出演などの活動を行った。また、同じアクターズインターナショナルの仲間と共演することもあった。
2007年11月23日にリリースしたサードシングル「永遠の光～Fantasia～」は「SENDAI光のページェント2007」の公式イメージソングであり、光のページェントのPR活動と運営に役立ててもらうための募金ライブなどを展開、TBCラジオの12月度の「TBCイチオシパワープレイ」に選ばれている。

## メンバー
| 本名             | 愛称           | 生年月日（年齢）       | 血液型         | 出身地               | 備考                 |
| 現在のメンバー   | 現在のメンバー | 現在のメンバー         | 現在のメンバー | 現在のメンバー       | 現在のメンバー       |
| ---------------- | -------------- | ---------------------- | -------------- | -------------------- | -------------------- |
| 遠藤真帆         | まほ           | 1987年8月27日（37歳）  | A型            | 宮城県石巻市         | リーダー             |
| 我妻利衣菜       | りいな         | 1988年6月17日（36歳）  | B型            | 宮城県刈田郡蔵王町   |                      |
| 脱退したメンバー |                |                        |                |                      |                      |
| 渡辺紫野         | しの           | 1988年12月11日（36歳） | O型            | 宮城県宮城郡七ヶ浜町 |                      |
| 佐々木萌花       | もえか         | 1990年4月16日（34歳）  | A型            | 宮城県宮城郡利府町   | 2008年4月6日脱退発表 |
| 佐藤純           | あや           | 1993年3月3日（32歳）   | AB型           | 宮城県仙台市青葉区   |                      |

## 作品

### シングル
| #  | リリース日     | タイトル                      | 販売形態 | 規格品番   | 収録内容 |
| -- | -------------- | ----------------------------- | -------- | ---------- | --- |
| 01 | 2006年7月7日   | CATCH A SHOOTING STAR         | CD+DVD   | REALR-1005 | CD 1. CATCH A SHOOTING STAR 2. GROWING UP 3. SURVIVER 4. CATCH A SHOOTING STAR (Instrumental) 5. GROWING UP (Instrumental) 6. SURVIVER (Instrumental) DVD 1. GROWING UP（プロモーションクリップDVD） |
| 02 | 2007年3月21日  | this place -未来と過去の間に- | CD       | REALR-1007 | 1. This Place-未来と過去のあいだ- 2. け･せ･ら 3. This Place-未来と過去のあいだ- (Instrumental) 4. け･せ･ら (Instrumental)                                                                            |
| 03 | 2007年11月23日 | 永遠の光～Fantasia～          | CD       | REALR-1010 | 1. 永遠の光～Fantasia～ 2. Brilliant Smile 3. 永遠の光～Fantasia～（カラオケ） 4. Brilliant Smile（カラオケ）                                                                                        |

- 「CATCH A SHOOTING STAR」は2006年の 仙台七夕まつり付随イベント星の宵まつり応援ソング
- 「This Place-未来と過去のあいだ-」は「早慶外語ゼミ」CMソング（2007年）[注 1]
- 「永遠の光～Fantasia～」は2008年のSENDAI光のページェント公式イメージソング
  - AKiKAの「永遠の光」のリアレンジバージョン（同じ歌詞だが曲は異なる）。

## 出演
- アクターズインターナショナル・仙台（アーカイブ）[5]、アクターズインターナショナル・仙台(AIS)所属ユニット『conomi』のblog[6]、AIS通信[7]より

### テレビ
- ISHIMARU DASH on TV〜新Aiaiミュージックカーニバル（スカイパーフェクTV エンタ371ch、2007年4月中旬 - 1ヶ月間リピート放送）
- ウォッチン!みやぎ（2007年11月23日、TBCテレビ）
- 仙台音楽倶楽部 SPRING SPECIAL（2008年3月24日、NHK総合（宮城県））
- 仙台音楽倶楽部 on TV（2008年4月 - 2009年3月、NHK総合（宮城県））- レギュラー
- 仙台音楽倶楽部〜オータムスペシャル〜（2008年11月23日、NHK総合（宮城県））

### ラジオ
- ムービング・AIS（FMじょんぱ毎週月曜日18:00 - 19:00）- レギュラー
- conomiのCATCH A SHOOTING STAR（2006年10月7日 - 2009年4月5日、TBCラジオ毎週土曜日23:20〜23:30）- 週1回レギュラー
  - 2007年4月2日より22:30 - 23:00に放送時間変更。
  - 2008年4月より22:00 - 22:25に放送時間変更。
  - 2008年10月5日より24:30 - 25:00に放送時間変更。
- CUBE-1-Music（2006年10月 - 2012年9月、fmいずみ毎週水曜日18:00 - 19:00）- レギュラー
  - 2007年10月より毎週火曜日に変更、同じ芸能事務所に所属するAKiKA、E.Z.Cabaretなどと共演または交替出演
- COME AND GO!（2006年7月26日、fmいずみ）- 番組内15:00より「conomi」インストアライブ特別番組[8]
- カラーズ（2007年3月12日、11月20日、TBCラジオ）
- Groovin'J（2007年3月23日、ラジオ3）
- Mi 未来の地図 #78（2007年3月24日-31日、AMラジオ9局時差ネット。山形放送、信越放送、北陸放送、岐阜ラジオ、ラジオ関西、四国放送、山口放送、高知放送、南日本放送）
- トワイライトウェーブ（2007年11月21日、ラジオ3）
- YAGIYAMA発 ラジオな気分（2007年12月11日、TBCラジオ）
- 仙台音楽倶楽部 SPRING SPECIAL（2008年3月15日、NHK-FM）- 公開生放送。
- conomiのbrilliant smile（2008年4月5日 - 2009年3月、ラジオ3毎週土曜日 13:00 - 13:30）- レギュラー
- 仙台音楽倶楽部（2008年4月26日 - 2009年3月、NHK-FM）- レギュラーアシスタント[9]
- 仙台音楽倶楽部～オータムスペシャル～（2008年10月18日、NHK-FM）- 公開生放送。

### CF
- 早慶外語ゼミ（2007年3月6日 - 、首都圏のみ）- 表久禎（速水もこみちの弟）と共演

### イベント

#### 2006年
- conomiインストアライブ（2006年7月23日、イオン富谷ショッピングセンター）
- ザ・祭り・inさんぼんぎ夏まつり（2006年8月14日、パワーセンターカウボーイ特設会場（宮城県大崎市三本木町））
- 光のページェント☆募金Live（2006年12月9日、仙台駅西口ペデストリアンデッキ）

#### 2007年
- 新Aiai ミュージックカーニバル!vol.6（2007年3月18日、東京・秋葉原 石丸電気SOFT2 7Fホール） - セカンドシングル先行発売
- セカンドシングルキャンペーンLIVE（2007年3月21日、仙台駅前EBeanS1階）
- セカンドシングルインストアーLIVE（2007年3月22日、HMV仙台一番町店）
- インストアLIVE（2007年3月31日、イオン盛岡南ショッピングセンター）
- パ・リーグ公式戦 VS日本ハムファイターズ戦（2007年4月3日-4月5日、フルキャストスタジアム宮城）
- セカンドシングルキャンペーンLIVE（2007年4月15日、イトーヨーカドー仙台泉店）
- セカンドシングルキャンペーンLIVE（2007年5月4日、イオン石巻ショッピングセンター）
- 「conomi」LIVE（2007年7月8日、フルキャストスタジアム宮城 特設ステージ）
- インストアLIVE（2007年7月15日、イトーヨーカドー泉店）
- 第38回仙台七夕花火祭募金活動（2007年7月22日、藤崎前・141前）
- TBC夏まつり2007（2007年7月28日、宮城県仙台市・勾当台公園）[10]
- 第38回仙台七夕花火祭（2007年8月5日、仙台西公園付近）
- 仙台七夕まつり星の宵まつり（2007年8月6日-8月8日、仙台定禅寺通り）
- アクターズインターナショナル・仙台 5thLIVE（2007年8月11日、ZeppSendai）
- 幸町夏祭り（2007年8月12日、仙台市幸町小学校）
- 泉区民祭り（2007年8月25日、)
- SENDAI光のページェント募金LIVE（2007年11月17日、仙台泉中央ペディストリアンデッキ）
- Sunst Music Jack!（2007年11月18日、亀戸サンストリート）- 新曲リリースキャンペーン
- 新曲リリースキャンペーン（2007年11月23日、サンモール一番町ヤマハ仙台店前
- SENDAI光のページェント募金LIVE（2007年11月24日、25日、仙台空港）
- ハッピーハピナストリート（2007年12月1日、仙台ハピナ名掛丁 DoCoMoショップ前）
- 新曲インストアライブ（2007年12月2日、イオン利府ショッピングセンター）
- 新曲インストアライブ（2007年12月8日、イオン富谷ショッピングセンター2Fスクラム前）
- 平成鍋合戦（2007年12月9日、山形県総合運動公園中央広場（山形県天童市））
- SENDAI光のページェント点灯式（2007年12月12日、せんだいメディアテーク）
- 新曲インストアライブ（2007年12月15日、イオン石巻ショッピングセンター）
- SENDAI光のページェントイベント（2007年12月15日、仙台市民広場円形公園シンボルツリー ドリームスターライトパーク）
- 第7回仙台モーターショー（2007年12月16日、夢メッセみやぎ）
- 新曲インストアライブ（2007年12月16日、スクラム大河原店 宮城県柴田郡大河原町）
- SENDAI光のページェントイベント（2007年12月16日、仙台市民広場円形公園シンボルツリー ドリームスターライトパーク）
- わくわくランドクリスマスイベント『conomiクリスマスライブ』（2007年12月22日、わくわくランド（福島県相馬郡新地町））
- SENDAI光のページェントイベント（2007年12月22日・23日、仙台市民広場円形公園シンボルツリー ドリームスターライトパーク）
- SENDAI光のページェントスターライトファンタジー「サンタの森の物語」（2007年12月23日、仙台市定禅寺通り）
- 新曲インストアライブ（2007年12月24日、イオンモール名取エアリ三越前）
- 新曲インストアライブ（2007年12月25日、イトーヨーカドー仙台泉店前）

#### 2008年
- 仙台音楽倶楽部 SPRING SPECIAL（2008年3月15日、NHK仙台放送局第一スタジオ）- 公開生放送。
- オープニングイベント（2008年3月29日、イオン仙台泉大沢ショッピングセンター）
- 東北楽天VS千葉ロッテ試合開始前イベント（2008年4月1日 - 4月3日、クリネックススタジアム宮城正面特設ステージ）- 4月1日は強風のため中止。
- 白石市民春まつり〜片倉公まつり〜すまiるコンサート（2008年5月3日、JR東北本線白石駅前中心市街地 すまiるひろば）
- AIS・conomiスペシャルライブ（2008年5月3日、仙台ヒルサイドアウトレットモール）
- スタジアムエンターテイメント「荒野～cowboy～」conomi LIVE（2008年5月17日、クリネックススタジアム宮城）[11]
- スタジアムエンターテイメント「独立～Independence War～」（2008年6月11日、クリネックススタジアム宮城）[12]
- スタジアムエンターテイメント「conomi」のLIVE（2008年7月13日、クリネックススタジアム宮城）[13]
- 塩竈みなと祭（前夜祭）「18thひかりピア鹽竈」（2008年7月20日、メイン会場塩釜魚市場）
- 塩竈みなと祭（2008年7月21日、塩釜港西埠頭）
- RADIO3 FM76.2MHz「スターマインスペシャル2008」（2008年8月5日、仙台市西公園おまつり広場）
- 仙台七夕まつり星の宵まつり（2008年8月6日 - 8月8日、仙台定禅寺通り）
- アクターズインターナショナル・仙台 6th LIVE（2008年8月10日、ZeppSendai）
- Kスタ宮城夏まつり「conomi」のLIVE（2008年8月14日、クリネックススタジアム宮城）[14]
- 東北楽天VS福岡ソフトバンク試合開始前イベント（2008年8月25日、クリネックススタジアム宮城正面特設ステージ）
- 東北楽天VSオリックスバファローズ試合開始前イベント（2008年9月27日、クリネックススタジアム宮城正面特設ステージ）
- みちのくYOSAKOIまつり（2008年10月11日・12日、仙台市市民広場）
- 仙台音楽倶楽部～オータムスペシャル～（2008年10月18日、NHK仙台放送局第1スタジオ）- 公開生放送。
- 2008 SENDAI光のページェント募金ライブ アクターズインストアライブ（2008年11月1日、イオン仙台泉大沢ショッピングセンター）
- 2008 SENDAI光のページェント点灯式ライブ（2008年12月12日、せんだいメディアテーク）

#### 2009年
- 夏のふれあいフェスティバル～ふれあい盆踊り大会～（2009年7月26日、泉中央駅ペデストリアンデッキ）- 大雨のため中止。
- 仙台七夕まつり（2009年8月6日、仙台市市民広場）
- 幸町サマーフェスティバル（2009年8月8日、仙台市幸町小学校）
- 24時間テレビ（2009年8月29日・30日、仙台市市民広場）- AISとして出演。
- キッズファッションショーコンテスト（2009年9月20日、ベガロポリス）
- みちのくYOSAKOIまつり（2009年10月10日、仙台市勾当台公園・仙台市市民広場）
- みちのくYOSAKOIまつり（2009年10月11日、楽楽楽ホール・仙台市市民広場）